# Kincaid (Illinois)
Kincaid es una villa ubicada en el condado de Christian en el estado estadounidense de Illinois. En el Censo de 2010 tenía una población de 1505 habitantes y una densidad poblacional de 709,5 personas por km².

## Geografía
Kincaid se encuentra ubicada en las coordenadas 39°35′13″N 89°25′00″O / 39.58694, -89.41667. Según la Oficina del Censo de los Estados Unidos, Kincaid tiene una superficie total de 2.12 km², de la cual 2.12 km² corresponden a tierra firme y (0%) 0 km² es agua.

## Demografía
Según el censo de 2010, había 1505 personas residiendo en Kincaid. La densidad de población era de 709,5 hab./km². De los 1505 habitantes, Kincaid estaba compuesto por el 97.14% blancos, el 0.8% eran afroamericanos, el 0.07% eran amerindios, el 0.4% eran asiáticos, el 0% eran isleños del Pacífico, el 0.07% eran de otras razas y el 1.53% pertenecían a dos o más razas. Del total de la población el 0.66% eran hispanos o latinos de cualquier raza.